# 拉卡巴雷德
拉卡巴雷德（法語：Lacabarède，法語發音：[lakabaʁɛd]）是法国奥克西塔尼大区塔恩省的一个市镇，属于卡斯特尔区。

## 地理
拉卡巴雷德（43°28'12"N, 2°34'55"E）面积14.5 平方千米，位于法国奧克西塔尼大區塔恩省，该省份为法国南部内陆省份，北起顺时针与阿韦龙省、埃罗省、奥德省、上加龙省和塔恩-加龙省接壤。
与拉卡巴雷德接壤的市镇（或旧市镇、城区）包括：鲁艾鲁、卡萨尼奥勒、费拉勒莱蒙塔涅、昂格莱斯、鲁艾鲁堡、索沃泰尔。

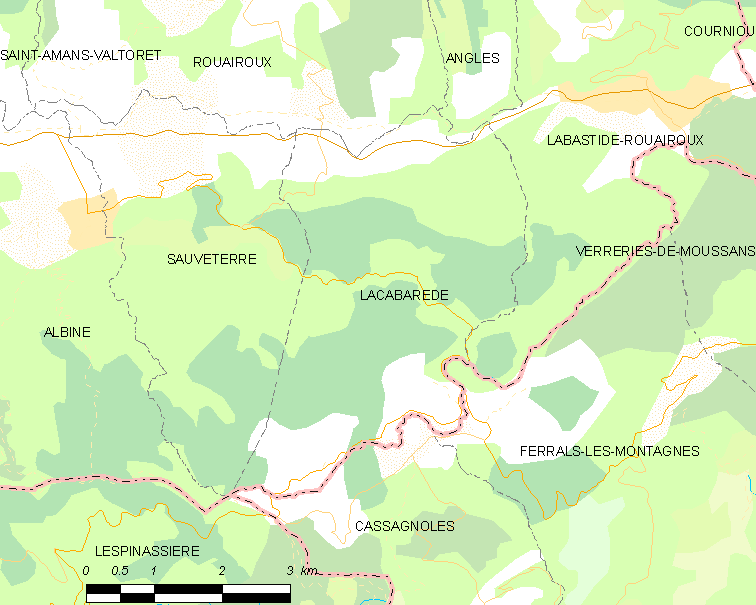
拉卡巴雷德的OSM定位图

拉卡巴雷德的时区为UTC+01:00、UTC+02:00（夏令时）。

## 行政
拉卡巴雷德的邮政编码为81240，INSEE市镇编码为81121。

## 政治
拉卡巴雷德所属的省级选区为马扎梅第二县。

## 人口

1962-2008年间拉卡巴雷德人口变化图示

拉卡巴雷德于2022年1月1日时的人口数量为289人。